# فيدود (آيت إيسيمور)
فيدود هو دُوَّار يقع بجماعة تانڭرفا، إقليم سيدي إفني، جهة كلميم واد نون في المملكة المغربية. ينتمي الدوّار لمشيخة آيت إيسيمور التي تضم 23 دوار. يقدر عدد سكانه بـ 119 نسمة حسب الإحصاء الرسمي للسكان والسكنى لسنة 2004.

## روابط خارجية
- البوابة الوطنية للجماعات الترابية نسخة محفوظة 12 مارس 2018 على موقع واي باك مشين.
- المندوبية السامية للتخطيط